# Socialismo utopico

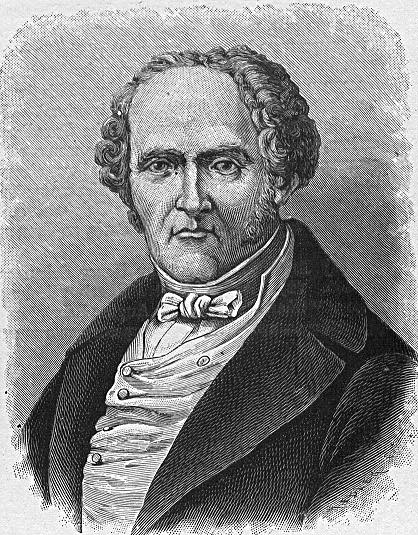
Charles Fourier

Il socialismo utopico (o utopistico) è la prima corrente del moderno pensiero socialista, sviluppatasi fra il XVIII e il XIX secolo in Europa. Il termine fu introdotto in un secondo tempo da Marx per distinguere tale corrente utopista dal socialismo scientifico, basato invece su un'analisi della realtà socio-economica e politico-ecologica, ovvero del processo storico della relazione tra forze produttive sociali e rapporti di produzione fondati sulla proprietà privata dei mezzi di produzione.

## Descrizione
In generale il socialismo si riferisce alle teorie riguardanti l'organizzazione politica e sociale, iniziando così una riforma generale della Società e dello Stato, che abbia come fine la giustizia sociale e come mezzo la socializzazione delle risorse economiche. Il socialismo utopico ebbe in Francia con i sansimoniani e i fourieristi, i suoi fondatori, e trovò sviluppo nel Regno Unito con gli oweniani. L'importante ruolo storico di questa corrente ed il valore del pensiero critico di Saint-Simon, Fourier, Owen, fu esplicitamente riconosciuto da Marx ed Engels nel Manifesto del Partito Comunista (1848).
L'abolizione della proprietà privata dei mezzi di produzione, della famiglia, del contrasto tra città e campagna, la trasformazione della collettività in amministratrice della produzione, sono tutti aspetti che la teoria marxista abbraccia, criticando però di questa ipotetica società, lo scarso sviluppo che viene attribuito alla classe proletaria. Il proletariato è quella classe sociale che ha una funzione storica autonoma, ma che non viene riconosciuta dal socialismo utopico. Marx propone un completamento della teoria social-utopistica, attraverso il "socialismo scientifico", che vede nella formazione del proletariato industriale, il portatore reale della trasformazione comunistica della società e nella lotta di classe rivoluzionaria il metodo della trasformazione. Questi appena enunciati sono elementi fondamentali di distinzione che lo stesso Engels ribadirà nei capitoli dell'Anti-Dühring raccolti in L'evoluzione del socialismo dall'utopia alla scienza.
Il socialismo utopistico è però la prima forma di socialismo realizzata e confida nel metodo riformista (opposta alla rivoluzione marxista) la costruzione di una società fondata sulla collaborazione comune, e la fratellanza tra gli uomini.
Il socialista gallese Robert Owen cercò di costruire delle associazioni comunitarie, con caratteri filantropi, collaborativi e di fratellanza e comunitarismo.
Una delle differenze tra socialismo utopico e socialismo scientifico sta nella modalità di attuazione di tale politica. Il primo si prefigge di farlo attraverso le riforme, metodo utopico secondo Marx, che valorizza infatti la necessità della rivoluzione per capovolgere il rapporto tra operaio e capitalista.
Un'ulteriore differenza tra l'ideologia marxista e quella social-utopista è che la prima fu atea, mentre la seconda fu d'ispirazione cristiana, soprattutto per il carattere di speranza e messianismo promosso dal cristianesimo, anche se Owen condusse comunque un'offensiva filosofica contro la religione, a differenza di altri utopisti.

## Personalità
- Henri de Saint-Simon
- Charles Fourier
- Louis-Auguste Blanqui
- Robert Owen
- Josiah Warren
- David Dale
- Donatien Alphonse François de Sade
- Pierre-Joseph Proudhon
- François-Noël Babeuf
- Filippo Buonarroti
- Jacques Roux
- Jean Meslier
- King Camp Gillette
- Tommaso Campanella
- Rodolfo Sutermeister
- San Tommaso Moro
- Carlo Pisacane
- Jacque Fresco
- Jean Hippolyte Colins de Ham